# Eois multilunata
Eois multilunata là một loài bướm đêm trong họ Geometridae.